# Miglianico
Miglianico község (comune) Olaszország Abruzzo régiójában, Chieti megyében.

## Fekvése
A megye északnyugati részén fekszik. Határai: Ari, Francavilla al Mare, Giuliano Teatino, Ortona, Ripa Teatina, Tollo és Villamagna.

## Története
Első írásos említése a 10. századból származik. A következő századokban nemesi birtok volt. Önállóságát a 19. század elején nyerte el, amikor a Nápolyi Királyságban felszámolták a feudalizmust.

## Népessége
A népesség számának alakulása:

## Főbb látnivalói
- Castello Masci (15. századi vár)
- San Michele Arcangelo-templom
- San Giovanni Battista-templom